# Alexander Pawlowitsch Lapin

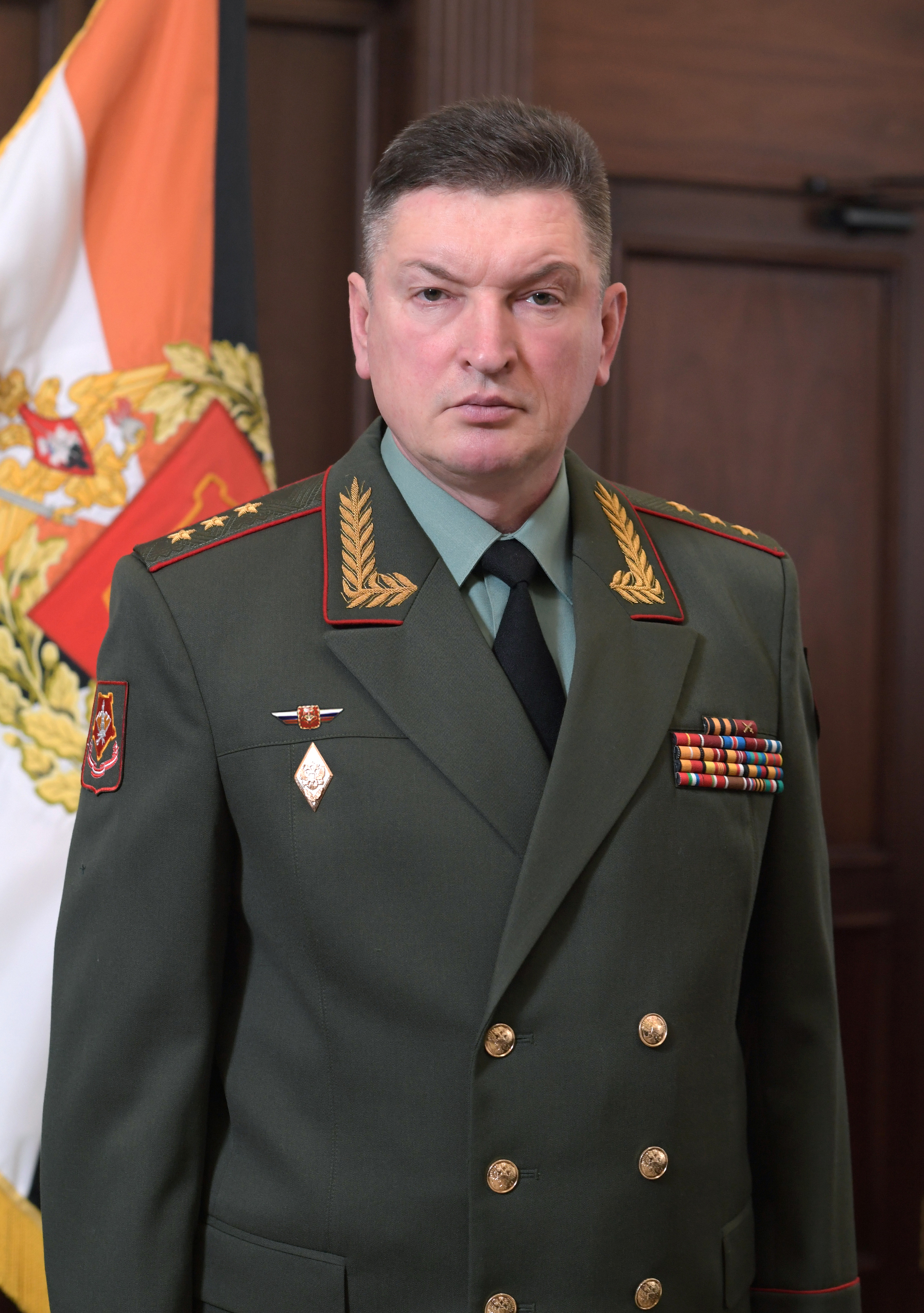
Alexander Lapin (2018)

Alexander Pawlowitsch Lapin (russisch Александр Павлович Лапин; * 1. Januar 1964 in Kasan, Tatarische Autonome Sozialistische Sowjetrepublik) ist ein russischer Generaloberst. Am 10. Januar 2023 wurde er zum Stabschef des russischen Heeres ernannt.

## Biographie
Nach dem Schulabschluss ließ sich Lapin 1981 in das Institut für chemische Technologie von Kasan einschreiben, brach jedoch das Studium nach nur einem Jahr ab. Im Anschluss daran wurde er in die Armee einberufen und leistete seinen Wehrdienst bis 1984 in den Luftstreitkräften der Sowjetunion ab. Danach wurde er in die Höhere Panzerkommandoschule von Kasan aufgenommen und absolvierte diese im Jahr 1988. In den darauffolgenden Jahren wurde Lapin als Zugführer im Leningrader Militärbezirk und bei den Küstentruppen der Nordflotte eingesetzt.
1997 erlangte Lapin eine weitere militärische Ausbildung in der Malinowski-Militärakademie der Panzertruppen und setzte seine Laufbahn als Kommandeur eines separaten Panzerbataillons der 58. kombinierten Waffenarmee fort. 1999 wurde er zum Befehlshaber des 429. unabhängigen motorisierten Schützenregiments der 19. motorisierten Schützendivision ernannt. Von 2001 bis 2003 war Lapin Stabschef der 20. Garde-motorisierten-Schützendivision in Wolgograd und zwischen 2003 und 2006 Kommandeur der 205. separaten Motorschützenbrigade in Budjonnowsk. Von 2009 bis 2012 stieg Lapin zum stellvertretenden Kommandeur der 58. kombinierten Armee auf. Von 2013 bis 2014 war er Befehlshaber der 20. Gardearmee. Er diente als Stabschef der russischen Armee in Syrien. Ab 2017 war er Kommandeur des Zentralen Militärbezirks.
Seit Beginn des russischen Überfalls auf die Ukraine am 24. Februar 2022 befehligte er die Truppengruppierung „Mitte“. Im Juli 2022 wurde er nach dem Fall von Lyssytschansk als Held der Russischen Föderation ausgezeichnet. Ramsan Kadyrow, das Oberhaupt Tschetscheniens, forderte im Oktober 2022 nach der Befreiung von Lyman durch ukrainische Streitkräfte die Degradierung Lapins. Dieser habe es versäumt, seine Truppen richtig auszurüsten. Lapin war bis Oktober einer der wenigen Kommandanten, der seinen Posten seit Beginn der Invasion behalten durfte. Ende Oktober 2022 enthob Wladimir Putin Lapin seines Amtes als Kommandeur des Zentralen Militärbezirks und ernannte Generalmajor Alexander Linkow.